# Parapengornis
Parapengornis eurycaudatus
Genre
Espèce
Parapengornis est un genre éteint d'énantiornithes basaux, des oiseaux primitifs à dents, ayant vécu au Crétacé inférieur en Chine.
Une seule espèce est rattachée au genre : Parapengornis eurycaudatus, décrite par Han Hu, Jingmai K. O’Connor, Zhou Zhonghe et Andrew A.A. Farke en 2015.

## Découverte
L'holotype de Parapengornis eurycaudatus (IVPP V18687) est un squelette articulé quasi complet, très bien conservé, avec des empreintes de plumes (rémiges et rectrices). Un autre fossile, référencé IVPP V18632, et préalablement attribué au genre Pengornis est assigné à Parapegornis sp. 

## Datation
Il a été découvert dans la formation géologique de Jiufotang qui abrite les faunes et flores fossiles de la partie supérieure du biote de Jehol dans la province de Liaoning dans le nord-est de la Chine. Ces niveaux stratigraphiques ont pu être datés par mesures de datation radiométrique Argon-Argon (39Ar-40Ar), sur des feldspaths potassiques dans des niveaux de tufs volcaniques intercalés dans les argiles fossilifères. L'âge obtenu est de 120,3 ± 0,7 Ma (millions d'années), dans l'étage de l'Aptien au Crétacé inférieur.

## Étymologie
Le nom de genre Parapengornis combine le mot grec ancien παρά, pará, « à côté de », le mot chinois Peng, un oiseau de la mythologie chinoise et le mot du grec ancien ornis, qui signifie « oiseau ». Son nom indique sa proximité avec le genre Pengornis.
Le nom d'espèce eurycaudatus est formé des mots latins eury, « large » et caudatus, queue pour souligner la grande largeur de son pygostyle (os du croupion) et donc de sa queue.

## Description
Il est caractérisé par : 
- des dents nombreuses, fines et pointues, légèrement recourbées ;
- des vertèbres cervicales cervicales courtes tandis que ces vertèbres caudales sont allongées ;
- un pygostyle large avec des processus latéraux fortement développés et un bord caudal concave (autapomorphie) ;
- une furcula en forme de « Y » avec des rameaux claviculaires minces et droits.

## Classification
C'est un Enantiornithes basal de la famille des Pengornithidae.
Au sein de cette famille, il est placé en groupe frère avec le genre Pengornis.